# Charles Vaurie
Charles Vaurie (ur. 7 lipca 1906 w Beaulieu-sur-Dordogne, zm. 13 maja 1975 w Reading, Pensylwania) – stomatolog, ornitolog, zoolog i paleontolog. Swoją pracą przyczynił się do powstania nowoczesnej systematyki ptaków.

## Życiorys
Urodzony we Francji, emigrował do USA, gdzie studiował stomatologię na Uniwersytecie Pensylwanii w Filadelfii. Po zakończeniu studiów pracował jako stomatolog w Nowym Jorku. Podczas swojej pracy tworzył rysunki ptaków, które zwróciły uwagę Jamesa Chapina z Amerykańskiego Muzeum Historii Naturalnej. Zaproszony do współpracy Vaurie zaczął tam pracować od 1942 w oddziale ornitologii.
W 1948 opublikował razem z Ernstem Mayrem swoją pierwszą pracę A Revision of the bird family Dicruridae, w której opisuje ewolucję dziwogonów. Jego najważniejsza praca to seria Systematic notes on Palearctic birds, która przyniosła mu międzynarodowe uznanie i obejmuje 53 artykuły publikowane na łamach „American Museum Novitates” w latach 1953–1964.
Główne publikacje:
- A Revision of the bird family Dicruridae. Nowy Jork, 1949.
- Systematic notes on Palearctic birds. N.Y. 1953–1964 (American Museum of Natural History, „American Museum Novitates”)
- Notes on some Ploceidae from Western Asia; Notes on some Asiatic Finches; Notes on the bird genus Oenanthe in Persia, Afghanistan, and India i kilka innych artykułów opublikowanych w „American Museum Novitates”. Nowy Jork, 1949–1952.
- A generic revision of Flycatchers of the tribe Muscicapini, „Bulletin of the American Museum of Natural History”, 100 (4), Nowy Jork 1953, s. 453–538, figures 1–27, tables 1–7.
- The Birds of the Palearctic Fauna: a Systematic Reference (2 tomy) 1959
- Classification of the Ovenbirds (Furnariidae). Londyn, 1971.
- Tibet and its birds. 1972